# Ácido homovanílico
Ácido homovanílico é o composto químico orgânico, aromático da família dos vaniloides, de fórmula (HOC6H3(OCH3)CH2COOH. Possui como sinônimos: ácido 2-(4-hidroxi-3-metoxi-fenil)acético, ácido 3-metoxi-4-hidroxifenil acético; ácido 4-hidroxi-3-metoxi-benzenoacético; ácido 4-hidroxi-3-metoxifenilacético. É abreviado na literatura como HVA, do inglês homovanillic acid. É o principal metabólito da catecolamina que é produzido por uma ação consecutiva da monoamina oxidase e catecol-O-metiltransferase sobre a dopamina. É usado como um reagente para detectar enzimas oxidativas e é associado com os níveis de dopamina no cérebro.

## Metabolismo e importância em diagnóstico médico
Em psiquiatria e neurociência, níveis de HVA no cérebro e líquido cefalorraquidiano são medidos como um marcador de stress metabólico causado por 2-deoxi-D-glucose. A presença de HVA sustenta um diagnóstico de neuroblastoma e feocromocitoma maligno.
Níveis plasmáticos em jejum de HVA são conhecidos por serem maiores em mulheres do que em homens. Isto parece não ser influenciado por alterações hormonais adultas, como o padrão é retido nos idosos e pós-menopausa, bem como transexuais de acordo com o sexo genético, tanto antes como durante a administração de hormônio sexual de transição. Diferenças no HVA também têm sido associadas ao uso de tabaco, com fumantes que apresentam valores significativamente mais baixos de HVA plasmático.